# Medibank International Sydney 2010
Medibank International 2010 var en tennisturnering som ingick i både WTA- och ATP-touren under 2010. Turneringen spelades i Sydney (Australien) mellan den 10 och 16 januari 2010. Gaël Monfils (Frankrike) skulle varit toppseedad i herrarnas singel men drog sig ur på grund av skada. Cyprioten Marcos Baghdatis vann herrarnas singel genom en finalseger mot Richard Gasquet.

## Seedning

### Herrsingel
De fyra högst seedade spelarna spelar först i omgång 2.
| 1. Gaël Monfils (Drog sig ur på grund av axelskada) 2. Tomáš Berdych (Andra omgången) 3. Stanislas Wawrinka (Drog sig ur på grund av nackskada) 4. Lleyton Hewitt (Kvartsfinal) | 1. Sam Querrey (Första omgången) 2. Viktor Troicki (Andra omgången) 3. Igor Andrejev (Första omgången) 4. Benjamin Becker (Andra omgången) |

### Herrdubbel
| 1. Daniel Nestor Nenad Zimonjić (Mästare) 2. Mardy Fish Mark Knowles (Första omgången) | 1. Łukasz Kubot Oliver Marach (Kvartsfinal) 2. František Čermák Michal Mertiňák (Första omgången) |

## Tävlingar

### Herrsingel
Marcos Baghdatis bes.  Richard Gasquet

### Herrdubbel
Daniel Nestor /  Nenad Zimonjić bes.  Ross Hutchins /  Jordan Kerr